# SMPTE 372M
Lo SMPTE 372M è uno standard pubblicato dalla SMPTE che espande le specifiche SMPTE 259M, SMPTE 344M e SMPTE 292M, permettendo bitrate dell'ordine dei 2.970 Gbit/s, e 2.970/1.001 Gbit/s su due cavi coassiali separati. Questi bitrate sono sufficienti per il video 1080p.
Questo standard è noto essenzialmente come dual-link HD-SDI e fa parte della famiglia che definisce un'interfaccia digitale seriale.